# Chuquiraga avellanedae
Chuquiraga avellanedae es una especie de planta con flor de la familia Asteraceae. Es originaria del norte y centro de la Patagonia, donde se la conoce con los nombres "quilimbay", "trayén" y "sombra de toro". A diferencia de los nombres dados por las etnias originarias o por los criollos, el "quilimbay" fue denominado así por los colonos galeses del Chubut para quienes "celyn bach" significa "acebo chico".  

## Taxonomía
Chuquiraga avellanedae fue descrita por Pablo G. Lorentz y publicado en Expedición al Río Negro, Botánica 245 en 1881.
Sinonimia
- ''Chuquiraga avellanedae var. avellanedae
- Chuquiraga avellanedae var. dusenii (O. Hoffm.) Hosseus
- Chuquiraga argentea var. dusenii (O.Hoffm.) Speg.
- Chuquiraga dusenii O.Hoffm.
- Chuquiraga kingii Ball[3]